# Еберхард фон Ноймаген
Еберхард фон Ноймаген (на немски: Eberhard von Neumagen/von Burgitsheim; † сл. 1179) е благородник от Ноймаген, господар на дворец Бюресхайм в Рейнланд-Пфалц, бургграф на замък Трайз (1152 – 1169) на река Мозел на Курфюрство Трир. От 1157 г. той се нарича Еберхард фон Бюресхайм.

## Биография
Той е син на Метфрит I де Нумага († сл. 1115) и внук на Хартманус де Нумага († сл. 1097). Брат е на Метфрит II фон Ноймаген († сл. 1163) и на Вирих фон Ноймаген († сл. 1158).
Еберхард фон Ноймаген и брат му Метфрит II фон Ноймаген са споменати 1157 г. в документ на Хилин, архиепископът на Трир, като първите собственици на дворец Бюресхайм.

## Деца
Еберхард фон Ноймаген има трима сина:
- Хайнрих фон Ноймаген-Бюресхайм (* пр. 1168; † сл. 1190), бургграф на замък Трайз (1169/83), женен за Лукардис фон Кемпених, дъщеря на Дитрих фон Кемпених († сл. 1181) и Юта фон Мюленарк († ок. 1190)
- Рудолф I фон Бюресхайм († сл. 1206), женен за Ида фон Малберг († сл. 1204), дъщеря на Фолко II фон Малберг († сл. 1177), внук на Куно фон Маделберг († сл. 1107)
- дъщеря фон Бюресхайм, омъжена за Ретер фон Вирнебург († сл. 1183?)